# Robert Hofstadter
Robert Hofstadter (New York, 5. veljače 1915. – Stanford, 17. studenog 1990.), američki fizičar.
Bio je profesor na Princetonu i Stanford Universityu. Na temelju raspršivanja elektrona visoke energije na protonima i neutronima utvrdio je strukturu protona i neutrona i za to otkriće dobio Nobelovu nagradu za fiziku 1961. godine.